# Signal de Mailhebiau
Der Signal de Mailhebiau ist der höchste Gipfel der französischen Landschaft Aubrac. Er liegt auf einer Höhe von 1469 m auf dem Gebiet der Gemeinde Trélans. Der Höhenzug trennt die Départements Aveyron und Lozère. Hier entspringen die Flüsse Bès und Doulou.